# MacBook
MacBook è una serie di Macintosh prodotti da Apple Inc. che hanno rimpiazzato la famiglia degli iBook G4 e il PowerBook G4 12".
La prima versione del MacBook era basata su processori Intel Core Duo ed è stata immessa sul mercato il 16 maggio 2006.
L'8 novembre 2006 Apple ha aggiornato per la prima volta i MacBook, dotandoli di processori Intel Core 2 Duo e di una nuova versione della scheda AirPort Extreme con supporto alle reti wireless-N.
Il 15 maggio 2007 Apple ha aggiornato per la seconda volta la famiglia MacBook, dotandola di processori Intel Core Duo più veloci, maggiore memoria RAM e dischi rigidi più capienti.
Il 1º novembre 2007 una nuova versione con una maggior possibilità di espansione, e con Mac OS X Leopard già installato di serie.
Il 26 febbraio 2008 è stata presentata una nuova generazione, il MacBook unibody nero, l'ultima a prevedere il modello di colore nero.
Il 14 ottobre 2008 è stato presentato il nuovo MacBook (Late 2008) realizzato con la stessa struttura in alluminio e guscio Unibody del nuovo MacBook Pro. In seguito viene rinominato MacBook Pro 13" (apportando piccole modifiche).
Il modello presentato il 21 gennaio 2009 invece adottava di nuovo la struttura in policarbonato e introduceva il Front Side Bus a 1066 MHz e la scheda grafica NVIDIA GeForce 9400M, dotata di 256 MB di memoria RAM DDR2 condivisa.
La versione introdotta ad ottobre 2009 è caratterizzata da una nuova scocca Unibody in policarbonato bianco, processore Core 2 Duo a 2.26 GHz (con bus a 1066 MHz), disco rigido da 250GB, masterizzatore DVD+R DL/DVD±RW/CD-RW Double Layer 8x, detto Superdrive e dal trackpad multi-touch in vetro già visto sul MacBook Pro. Come il modello che sostituisce ha 2 GB di memoria, espandibile fino a 4 GB (in questo caso però DDR3 a 1066 MHz) e scheda grafica NVIDIA GeForce 9400M, dotata di 256 MB di memoria RAM DDR3 condivisa. Viene venduto con OS X Snow Leopard preinstallato, l'ultima versione del sistema operativo di casa Apple. Da notare che rispetto al modello precedente sono state eliminate la porta FireWire 400 e il ricevitore IR.
La versione 2010 è stata presentata il 18 maggio sull'Apple Store. Le modifiche apportate riguardano la scheda video (una NVidia GeForce 320M con 256 MB di memoria condivisa), il processore (un Intel Core 2 Duo da 2.4 GHz) e la batteria che può durare fino a 10 ore in produttività wireless.
Il 20 luglio 2011, Apple pubblica il nuovo OS X Lion e rimuove dalla vendita il MacBook.
Dal 2015, Apple ripropone la linea MacBook, con chassis in alluminio disponibile in tre colorazioni, processore Intel Core M senza ventola e schermo ridotto a 12" ma con risoluzione Retina.
Il 9 luglio 2019, Apple ha eliminato la linea MacBook.

## Modelli

### MacBook (fine 2008)
Nell'ottobre del 2008 la linea di portatili MacBook della Apple è stata ridisegnata in modo piuttosto radicale (in contemporanea sono state aggiornate anche le linee MacBook Pro e anche il MacBook Air).
Il nuovo MacBook è equipaggiato con processori Intel Core 2 Duo (in due modelli, rispettivamente da 2 e 2,4 GHz), schermi 13,3" retroilluminati a LED (al pari dei MacBook Air presentati a gennaio 2008) con risoluzione nativa di 1280 x 800. La novità principale è la nuova scheda grafica NVIDIA (che sostituiranno gradualmente i modelli ATI) GeForce 9400M con 256 MB di SDRAM DDR3 condivisa con la memoria principale. Inoltre, è dotato di una porta mini DisplayPort per la connessione di monitor esterni con il supporto dell'estensione di scrivania.
MacBook è ora dotato di un nuovo guscio in alluminio e vetro interamente riciclabile, una webcam iSight, un sistema di chiusura magnetico, un TrackPad Multi-Touch (con un controllo preciso del cursore e consente di scorrere con due dita, pizzicare, ruotare con tre e quattro dita, toccare, toccare due volte e trascinare). È venduto in due modelli, uno da 2,0 GHz e l'altro da 2,4 GHz.

#### Tabella riassuntiva
| Componenti        | Componenti        | MacBook (fine 2008)                                          |
| ----------------- | ----------------- | ------------------------------------------------------------ |
| Dimensioni        | Altezza           | 2,41 cm                                                      |
| Dimensioni        | Larghezza         | 32,5 cm                                                      |
| Dimensioni        | Profondità        | 22,7 cm                                                      |
| Peso              | Peso              | 2,04 kg                                                      |
| Processore        | Processore        | Intel Core 2 Duo a 2,0 o 2,4 GHz con 3MB di cache            |
| Memoria           | Memoria           | 2 GB di memoria DDR3 a 1066 MHz                              |
| Archiviazione     | Archiviazione     | HDD Serial-ATA da 160 o 250 GB a 5400 giri/min SSD da 128 GB |
| Schermo           | Schermo           | Widescreen lucido LED da 13,3" (1280x800)                    |
| Scheda video      | Scheda video      | NVIDIA GeForce 9400M con 256MB di SDRAM DDR3                 |
| Wireless          | Wireless          | Rete Wi-Fi 802.11n Bluetooth 2.1 + EDR                       |
| Batteria          | Batteria          | Batteria ai polimeri di litio da 45 watt/ora                 |
| Sistema Operativo | Sistema Operativo | Mac OS X v10.5 Leopard iLife '08                             |

### MacBook unibody 13" (fine 2009)
- CPU Intel Core 2 Duo da 2,26 GHz
- RAM 2 GB 1067 MHz DDR3 espandibile fino a 8 GB
- Hard disk 250 GB con possibilità di sostituirlo con una SSD.

Viene venduto inizialmente con Mac OS X Snow Leopard, mentre l'ultima versione del sistema compatibile è macOS High Sierra.

### MacBook (metà 2010)
| Componenti        | Componenti        | 2,4 GHz | 2,4 GHz |
| ----------------- | ----------------- | --- | --- |
| Colori            | Colori            | Bianco | Bianco |
| Schermo           | Schermo           | Display Retina da 13,3" (1280x800) | Display Retina da 13,3" (1280x800) |
| Processore        | Processore        | 2,4 GHz Intel Core 2 Duo | |
| Memoria           | Memoria           | 2 GB 1067 MHz DDR3 fino a 16 GB | 2 GB 1067 MHz DDR3 fino a 16 GB |
| Archiviazione     | Archiviazione     | Serial ATA (SATA) 3.0 Gbps | |
| Dimensioni        | Altezza           | 0,35 - 1,31 cm | 0,35 - 1,31 cm |
| Dimensioni        | Larghezza         | 28,05 cm | 28,05 cm |
| Dimensioni        | Profondità        | 19,65 cm | 19,65 cm |
| Peso              | Peso              | 2,00 kg | 2,00 kg |
| Wireless          | Wireless          | Wi‑Fi 802.11ac Bluetooth 4.0 | Wi‑Fi 802.11ac Bluetooth 4.0 |
| Fotocamera        | Fotocamera        | Videocamera FaceTime a 720p | Videocamera FaceTime a 720p |
| Audio             | Audio             | Altoparlanti stereo Doppio microfono Ingresso per cuffie | Altoparlanti stereo Doppio microfono Ingresso per cuffie |
| Batteria          | Batteria          | Batteria ai polimeri di litio da 39,7 wattora Fino a 9 ore di navigazione web in wireless Fino a 10 ore di riproduzione film iTunes Fino a 30 giorni di autonomia in standby | Batteria ai polimeri di litio da 39,7 wattora Fino a 9 ore di navigazione web in wireless Fino a 10 ore di riproduzione film iTunes Fino a 30 giorni di autonomia in standby |
| Sistema Operativo | Sistema Operativo | Aggiornabile fino a macOS High Sierra | Aggiornabile fino a macOS High Sierra |

### MacBook (2015/2016)
Nei primi mesi del 2015, Apple ha introdotto sul mercato un nuovo modello di MacBook, commercializzato come Più leggero della luce. Rispetto ai precedenti modelli, è stato totalmente ridisegnato: il computer è infatti realizzato in alluminio in un'unica struttura Unibody simile a quella dei MacBook Air, è dotato di display Retina ad alta densità di pixel con risoluzione pari a 2304 x 1440 e una dimensione di 12 pollici. Il sistema operativo preinstallato è OS X Yosemite. Inoltre, è dotato di un'unica porta USB-C versatile, in grado anche a ricaricare la batteria.
La grafica è gestita dalla scheda video Intel HD Graphics 5300. Le caratteristiche audio del laptop comprendono due speaker stereofonici integrati e un doppio microfono.
La RAM non espandibile è fissata a 8 GB LPDDR3 a 1600 MHz.
La batteria ai polimeri di litio è integrata, Apple dichiara fino a 9 ore di utilizzo in navigazione web e fino a 10 ore di riproduzione film su iTunes.
A inizio 2016 è stato commercializzato un nuovo modello di MacBook, aggiornamento della serie introdotta nel 2015.

## Specifiche tecniche
| Componente                              | MacBook (inizio 2006)                                                                                                  | MacBook (fine 2006) | MacBook (metà 2007) | MacBook (fine 2007)                                                                                   | MacBook (2008)                                                                                        | MacBook (inizio 2009)                                                                                 | MacBook (fine 2009)                                                                                   | MacBook (2010)                                                                                        |
| Display                                 | Schermo LCD 13,3" widescreen glossy con risoluzione pari a 1280×800 pixel                                              | Schermo LCD 13,3" widescreen glossy con risoluzione pari a 1280×800 pixel                                              | Schermo LCD 13,3" widescreen glossy con risoluzione pari a 1280×800 pixel                                              | Schermo LCD 13,3" widescreen glossy con risoluzione pari a 1280×800 pixel                             | Schermo LCD 13,3" widescreen glossy con risoluzione pari a 1280×800 pixel                             | Schermo LCD 13,3" widescreen glossy con risoluzione pari a 1280×800 pixel                             | Schermo LCD 13,3" widescreen glossy retroilluminato LED con risoluzione 1280×800 pixel                | Schermo LCD 13,3" widescreen glossy retroilluminato LED con risoluzione 1280×800 pixel                |
| Grafica                                 | Intel GMA 950 con 64 MB di SDRAM DDR2 condivisa con la memoria principale (sino a 224 MB in Windows tramite Boot Camp) | Intel GMA 950 con 64 MB di SDRAM DDR2 condivisa con la memoria principale (sino a 224 MB in Windows tramite Boot Camp) | Intel GMA 950 con 64 MB di SDRAM DDR2 condivisa con la memoria principale (sino a 224 MB in Windows tramite Boot Camp) | Intel GMA X3100 con 144 MB di SDRAM DDR2 condivisa con la memoria principale                          | Intel GMA X3100 con 144 MB di SDRAM DDR2 condivisa con la memoria principale                          | NVIDIA GeForce 9400M con 256 MB di SDRAM DDR2 condivisa con la memoria principale                     | NVIDIA GeForce 9400M con 256 MB di SDRAM DDR3 condivisa con la memoria principale                     | NVIDIA GeForce 320m con 256 MB di SDRAM DDR3 condivisa con la memoria principale                      |
| Hard disk                               | 60 GB, 80 GB, 100 GB o 120 GB Serial ATA, 5400 rpm.                                                                    | 60 GB, 80 GB, 120 GB o 160 GB Serial ATA, 5400 rpm. Opzionale 200 GB, 4200 rpm.                                        | 80 GB, 120 GB o 160 GB Serial ATA, 5400 rpm. Opzionale 200 GB, 4200 rpm.                                               | 80 GB, 120 GB, 160 GB o 300 GB Serial ATA, 5400 rpm. Opzionale 250 GB Serial ATA, 5400 rpm.           | 120 GB, 160 GB, 250 GB Serial ATA, 5400 rpm.                                                          | 160 GB, 250 GB, 320 GB,500 GB Serial ATA, 5400 rpm.                                                   | 250 GB, 320 GB,500 GB Serial ATA, 5400 rpm.                                                           | 250 GB, 320 GB,500 GB Serial ATA, 5400 rpm.                                                           |
| Processore                              | 1,83 GHz e 2,0 GHz Intel Core Duo                                                                                      | 1,83 GHz e 2,0 GHz Intel Core 2 Duo                                                                                    | 2,0 GHz e 2,16 GHz Intel Core 2 Duo                                                                                    | 2,0 GHz e 2,2 GHz Intel Core 2 Duo (Santa Rosa)                                                       | 2,1 GHz e 2,4 GHz Intel Core 2 Duo                                                                    | 2,26 GHz Intel Core 2 Duo                                                                             | 2,26 GHz Intel Core 2 Duo                                                                             | 2,4 GHz Intel Core 2 Duo                                                                              |
| RAM                                     | Due slot di memoria, per un massimo di 2 GB DDR2 SDRAM 667 MHz (PC2-5300)                                              | Due slot di memoria, per un massimo di 2 GB DDR2 SDRAM 800 MHz (PC2-6400)                                              | Due slot di memoria, per un massimo di 2 GB DDR2 SDRAM 800 MHz (PC2-6400)                                              | Due slot di memoria, per un massimo di 4 GB DDR2 SDRAM 667 MHz                                        | Due slot di memoria, per un massimo di 4 GB DDR2 SDRAM 667 MHz                                        | Due slot di memoria, per un massimo di 4 GB DDR2 SDRAM 667 MHz                                        | Due slot di memoria, per un massimo di 4GB DDR3 SDRAM 1066 MHz                                        | Due slot di memoria, per un massimo di 4GB DDR3 SDRAM 1066 MHz                                        |
| WiFi                                    | Integrata 802.11a/b/g                                                                                                  | Integrata 802.11a/b/g e draft-n (n disabilitato per default)                                                           | Integrata 802.11a/b/g e draft-n (n abilitato)                                                                          | Integrata 802.11a/b/g/n                                                                               | Integrata 802.11a/b/g/n                                                                               | Integrata 802.11a/b/g/n                                                                               | Integrata 802.11a/b/g/n                                                                               | Integrata 802.11a/b/g/n                                                                               |
| [Masterizzatore CD Interno Combo Drive] | 8x lettura DVD, 24x scrittura CD-R, 10x scrittura CD-RW                                                                | 8x lettura DVD, 24x scrittura CD-R, 16x scrittura CD-RW                                                                | 8x lettura DVD, 24x scrittura CD-R, 16x scrittura CD-RW                                                                | 8x lettura DVD, 24x scrittura CD-R, 16x scrittura CD-RW                                               | 8x lettura DVD, 24x scrittura CD-R, 16x scrittura CD-RW                                               | non disponibile tra opzioni BTO                                                                       | non disponibile tra opzioni BTO                                                                       | non disponibile tra opzioni BTO                                                                       |
| Masterizzatore DVD Interno SuperDrive   | 8x lettura DVD, 4x scrittura DVD±R & RW, 24x scrittura CD-R, 10x scrittura CD-RW                                       | 2.4x scrittura DVD+R DL scrittura, 6x lettura DVD±R, 4x scrittura DVD±RW, 24x scrittura CD-R, 10x scrittura CD-RW      | 4x scrittura DVD±R DL, 8x lettura DVD±R, 4x scrittura DVD±RW, 24x scrittura CD-R, 10x scrittura CD-RW                  | 4x scrittura DVD±R DL, 8x lettura DVD±R, 4x scrittura DVD±RW, 24x scrittura CD-R, 10x scrittura CD-RW | 4x scrittura DVD±R DL, 8x lettura DVD±R, 4x scrittura DVD±RW, 24x scrittura CD-R, 10x scrittura CD-RW | 4x scrittura DVD±R DL, 8x lettura DVD±R, 4x scrittura DVD±RW, 24x scrittura CD-R, 10x scrittura CD-RW | 4x scrittura DVD±R DL, 8x lettura DVD±R, 4x scrittura DVD±RW, 24x scrittura CD-R, 10x scrittura CD-RW | 4x scrittura DVD±R DL, 8x lettura DVD±R, 4x scrittura DVD±RW, 24x scrittura CD-R, 10x scrittura CD-RW |
| Batteria                                | | | | | | | 8 ore in modalità wireless                                                                            | 10 ore in modalità wirleless                                                                          |

Note
1. ↑   Apple presenta un MacBook completamente nuovo, su Apple Newsroom. URL consultato il 26 agosto 2019.
2. ↑   Apple elimina il MacBook da 12 pollici dal sito ufficiale: scomparso anche MacBook Air non-Retina, su Hardware Upgrade. URL consultato il 26 agosto 2019.
3. 1 2 3 4 5   Apple - Support - Technical Specifications, su support.apple.com. URL consultato il 9 agosto 2019.
4. ↑   MacBook (13-inch, Early 2009) - Technical Specifications, su support.apple.com. URL consultato il 9 agosto 2019.
5. ↑   MacBook (13 pollici, fine 2009) - Specifiche tecniche, su support.apple.com. URL consultato il 9 agosto 2019.
6. ↑  Gli hard disk elencati sono configurazioni disponibili direttamente da Apple. Poiché il disco rigido è una componente sostituibile dall'utente, esistono altre configurazioni possibili, comprendenti l'utilizzo di unità da 7200 rpm.
7. ↑  Le funzionalità Wireless-N richiedono la Airport Extreme Wireless-N Router, che contiene un software di abilitazione per la wireless-N da installare sul MacBook. Alternativamente, tale software può essere acquistato separatamente presso Apple.
8. 1 2  Le velocità indicate sono le massime possibili per ogni drive.
9. ↑  agli ioni di litio.

## Aspetto
A differenza della precedente edizioni che era disponibile solo in bianco, con l'introduzione del nuovo modello i colori disponibili sono argento, oro e grigio siderale. Il materiale impiegato è l'alluminio che Apple utilizza anche per i portatili della linea Air. Lo spessore del MacBook è stato notevolmente ridotto e la struttura irrigidita, grazie all'utilizzo dei nuovi materiali.

## Display
Il MacBook è stato il primo portatile Apple ad impiegare un display di tipo lucido (glossy). Le differenti proprietà di riflessione di questa tipologia di schermo aumentano la saturazione del colore se rapportate ai display classici, ma hanno un angolo di visione minore rispetto ai display tradizionali e possono mostrare riflessioni indesiderate in presenza di luce fluorescente o molto luminosa. L'approccio di Apple con questi nuovi display è del tutto simile a quello di altri produttori di PC, come Sony col suo XBRITE, il TrueLife di Dell o ancora il TruBrite di Toshiba. L'ultimo modello è caratterizzato dall'introduzione anche per questa linea del display retina retroilluminato a LED che garantisce un'alta densità di pixel unitamente ad un ridotto consumo di energia.

## Tastiera
Il MacBook include una tastiera di nuovo design. La tastiera non è rimovibile e dall'ultimo modello è stato introdotto un nuovo sistema meccanico che prevede una farfalla anziché la classica forbice per la gestione del leveraggio di ritorno dei tasti, il nuovo meccanismo è costruito in un materiale più rigido e assemblato in un unico pezzo, così ogni tasto è più saldo e reattivo, pur occupando meno spazio in verticale. Tale design migliora, a detta del produttore, la stabilità, l'uniformità e il controllo del tocco, indipendentemente da dove viene premuto il tasto. Dal modello 2015 inoltre la tastiera è retroilluminata e ogni tasto dispone di un led per l'illuminazione.

## Rapporto Ambientale
MacBook è stato progettato con le seguenti caratteristiche per ridurre l'impatto sull'ambiente:
- Assenza di BFR;
- Assenza di PVC;
- Assenza di mercurio;
- Schermo privo di arsenico;
- Schermo retroilluminato a LED privo di mercurio;
- Packaging ridotto;
- Rispetto degli standard ENERGY STAR versione 6.1.

## Grafica Integrata
Il MacBook (metà 2007) era dotato di una scheda video integrata Intel GMA 950, in sostituzione della GPU ATI Radeon che era presente negli iBook G4. I chipset grafici integrati della Intel sono stati spesso criticati in passato per essere incapaci di gestire compiti estremamente intensivi, quali videogiochi 3D complessi o altri processi che stressino fortemente la GPU. In ogni caso, la GMA 950 era in grado di eseguire molti tra i giochi più popolari e di renderizzare l'interfaccia Aero GUI sotto Windows Vista. Apple probabilmente scelse la soluzione Intel per ridurre i costi, dal momento che il chipset Intel GMA era più economico delle GPU prodotte da ATI e NVIDIA. Nonostante la Intel GMA 950 mancasse di VRAM dedicata e di altre funzionalità quali il transform, clipping, and lighting, essa era altamente ottimizzata per la riproduzione di video ed aveva consumi ridotti rispetto alla maggior parte dei chipset di ATI ed nVidia.
Inoltre, osservando i benchmark tra Macbook e MacBook Pro, era probabile che una soluzione video dedicata avrebbe reso le prestazioni della linea “consumer” vicinissime a quella della più costosa linea dedicata ai professionisti. Questo è anche mostrato dal fatto che il MacBook era il secondo modello di computer prodotto da Apple ad utilizzare questa soluzione; il Mac mini, anch'esso espressamente designato per l'utente “medio”, utilizzava la soluzione Intel GMA 950. L'uso di una scheda grafica integrata sembrava essere un modo di Apple per distinguere tra linee di prodotti destinate all'utente domestico e professionale.
Successivamente il MacBook venne dotato della scheda video integrata Intel GMA X3100, che otteneva circa il doppio delle prestazioni del modello precedente inoltre supportava in hardware il Transform&Lightning e lo Shader Model 2.
Nelle ultime edizioni invece MacBook è stato dotato del chip nVidia 9400M, decisamente più potente del precedente, equipaggiato con 16 stream processors, in vista dell'adozione della tecnologia OpenCL facente parte di macOS, Snow Leopard, che per permettere di utilizzare il chip grafico per l'accelerazione hardware nella decodifica H.264.
L'ultimo modello prevede l'abbandono della grafica nVidia e l'utilizzo della grafica Intel HD Graphics.

## Praticità per l'utente
Il MacBook differiva notevolmente dal predecessore iBook in termini di praticità per l'utente. Apple rese più semplice il disassemblamento del portatile rispetto al vecchio iBook, il quale richiedeva la rimozione di parecchi componenti per l'accesso alla componentistica interna, mentre per il MacBook è sufficiente rimuovere il pannello inferiore in gomma per avere accesso alla maggior parte dei componenti. Tuttavia, la nuova tastiera integrata nel corpo del portatile non è più rimovibile o sostituibile. Hard disk e RAM sono inoltre considerati da Apple parti direttamente sostituibili dall'utente finale, senza violare la garanzia, anche se in certe circostanze Apple potrebbe rifiutare il prodotto a causa della sua "manomissione". Nel MacBook Pro invece la sostituzione del disco rigido è più problematica, e dovrebbe essere svolta da un centro qualificato per evitare rischi di invalida della garanzia stessa. La nuova batteria ai polimeri di litio, inoltre, è di tipo integrato come accade nel MacBook Pro: questo prevede la sostituzione da parte di personale autorizzato Apple.

## Connettività
Il MacBook si può connettere in Wi-Fi attraverso una scheda wireless AirPort integrata; compatibile IEEE 802.11a/b/g/n/ac, nel MacBook è possibile usare la connessione Bluetooth 4.0 (integrata).

## Problematiche dei modelli precedenti
- Alcuni primissimi modelli di MacBook bianchi hanno avuto uno scolorimento dell'uppercase in corrispondenza della zona dove si appoggiano i palmi delle mani. Apple ha riconosciuto ufficialmente questo problema, dovuto al tipo di materiale impiegato, dopo poche settimane, sostituendo gratuitamente gli uppercase che presentavano questo problema.
- Alcuni possessori di MacBook lamentano una illuminazione non omogenea del display. Nelle recensioni di diverse riviste informatiche o siti web, il display è stato a volte criticato per il suo angolo di visuale troppo stretto (in particolare in direzione verticale), per una saturazione del colore insoddisfacente ed un contrasto sotto la media, in rapporto ad altri schermi glossy impiegati da altri computer portatili. Questo problema adesso è stato completamente superato con l'introduzione di nuovi schermi nei nuovi modelli.
- Si sono verificati diversi casi di rottura del cavo dell'alimentatore Apple MagSafe.
- Diversi utenti hanno lamentato un'eccessiva temperatura di utilizzo da parte del MacBook, dovuta ad una cattiva applicazione della pasta termoconduttiva sul processore. Il problema è stato riconosciuto da Apple come problema di fabbricazione, ed è stato inoltre introdotto un aggiornamento del firmware che consente una gestione migliore della ventola del portatile.
- Non di meno importanza su molti forum molte persone si sono lamentate della presenza di crepe sulle plastiche che compongono il case del portatile, che comunque non minano la solidità della scocca. Il problema è stato riconosciuto da Apple e viene effettuata la sostituzione dell'upper case anche per i MacBook che non sono più in garanzia.

## Confezione
MacBook;
Alimentatore USB-C da 29 W, Cavo di ricarica USB-C da 2 m.